# 谁将成为斯嘉丽
《谁将成为斯嘉丽》（英語：The Scarlett O'Hara War）是一部1980年的電視電影，由約翰·厄曼执导，根据加森·卡宁所著小说《映画馆》（英语：Moviola）改编。这部电影的背景是20世纪30年代后期，当时好莱坞对饰演郝思嘉的演员的寻找工作浩浩荡荡地开始了。

## 剧情
1936年，玛格丽特·米切尔的《飘》出版了，在全国范围内引起轰动，好莱坞的所有制片商都想要到电影版权。在米高梅餐厅吃午餐时，路易·B·梅耶正与他的女婿大卫·O·塞尔兹尼克谈论着电影版权。塞尔兹尼克创立了自己的制作公司，即塞尔兹尼克国际影业公司，并希望他的公司能够拍出一部电影，足以巩固他自己以及他公司的名声。
回到米高梅，瓊·克勞馥正在商谈她出演这位广受好评的女主角的想法，甚至让塞尔兹尼克回到她的地方过夜以“达成协议”。但是，有必要对其他女演员进行测试以找到最佳人选。宝莲·高黛是第一个这样做的人之一，她的试镜是最受赞扬的。塔卢拉·班克黑德也从纽约来参加该角色的试镜，虽然她自己是一个可以很容易就把角色演好的南方人，但塞尔兹尼克决定给她更多考核并寻找其他可能的候选人。但是当露艾拉·帕森斯得知这件事后，她错误地告诉电台听众，说塔卢拉已经获得了这一角色，因为塔卢拉父亲威廉·B·班克黑德当时是美國眾議院議長。宣布这一消息后，瓊·克勞馥将她的收音机砸向镜子，波莱特则径直走向她的情人查理·卓别林的书房，告诉他塔卢拉已经获得了这一角色。
在此谣言被澄清，并且女演员们已经确信该角色人选仍未确定之后，试镜过程继续进行。有一天，当克拉克·盖博和迈伦·塞尔兹尼克在打猎时，盖博提到他正被考虑出演白瑞德一角。弗莱明同意盖博是合适的人选，但是盖博不确定该不该演这个角色，因为这部电影将由乔治·丘克执导，而他以导演女性电影见长。盖博首先试图打消这个想法，但后来在路易斯·B·梅耶威胁中止合同后终于决定继续担任这个角色。不久之后，盖博的恋人卡洛尔·隆巴德就被考虑出演郝思嘉。
一天晚上，在塞尔兹尼克的一个地方举行了派对，来祝贺那些最可能赢得郝思嘉一角的女演员，招待了一干明星，诸如霍安·本尼特、玛格丽特·苏利文、珍·亞瑟和米丽亚姆·霍普金斯。塔卢拉·班克黑德也在场，坐在桌旁自言自语：“天哪，何时才会停止？”派对上，乔治·丘克正与女演员们交谈，看看她们是否有兴趣在《飘》拍完后出演他的新电影《女人们》。当丘克问班克黑德是否愿意在《女人们》中露面时，她的反应令人难以置信——为什么会有女演员愿意出演一部“根本没有男人”的电影？共进晚餐时，塞尔兹尼克坐在塔卢拉和卡洛尔之间，她们俩决定报复一下制作人。她们站起来，把汤碗倒在他的头上，说道：“老实说我亲爱的我们一点儿都不在乎（Frankly my dear we don't give a damn）。”把大家逗得哄堂大笑。
1938年，在宝莲·高黛因未能证实她是否与查理·卓别林结婚而被拒绝出演该角色之后，塞尔兹尼克仍未决定谁将出演郝思嘉。亚特兰大布景正燃烧之际，他的哥哥迈伦·塞尔兹尼克带着一位新演员来见他。当他让塞尔兹尼克看着她时，大卫最初是拒绝的，但迈伦不断纠缠，他最终还是同意了。这位年轻的女演员摘下帽子后，他看到了费雯·丽，并告诉她她就是他的郝思嘉。

## 演员
- 托尼·柯蒂斯……大卫·O·塞尔兹尼克
- 比尔·梅西……迈伦·塞尔兹尼克
- 阿罗德·古尔德……路易·B·梅耶
- 莎伦·格蕾丝……卡洛尔·隆巴德
- 乔治·弗斯……乔治·丘克
- 爱德华·温特……克拉克·盖博
- 巴里·扬费洛……瓊·克勞馥
- 卡丽·奈伊……塔卢拉·班克黑德
- 克里夫·雷维尔……查理·卓别林
- 伊恩·麥克夏恩……宝莲·高黛
- 简·基恩……露艾拉·帕森斯
- 玛丽安娜·泰勒……凯瑟琳·赫本
- 吉普赛·德扬……露西尔·鲍尔
- 维基·贝尔蒙特……珍·亞瑟
- 谢拉·韦尔斯……米丽亚姆·霍普金斯
- 摩根·布列塔尼……费雯·丽

## 其它
在1980年艾美奖颁奖典礼上，《谁将成为斯嘉丽》凭借理查德·布莱尔的化妆和威廉·特拉維拉的服装设计获得两个奖项。另获五项提名：迷你电视系列剧／特别节目最佳执导、迷你电视系列剧／特别节目最佳男主角（托尼·柯蒂斯）、最佳迷你电视系列剧、迷你电视系列剧最佳男配角（阿罗德·古尔德），以及迷你电视系列剧最佳女演员（卡丽·奈伊）。1981年金球奖该片获戏剧类最佳电视系列剧提名。
大部分工作室内的场景都是在加利福尼亚州伯班克的华纳兄弟伯班克工作室的第12和第19号舞台拍摄完成的。这部电影反响好得后来又拍了一部名为《沉默的爱人》（1980年）的电影，同样是以20世纪30年代的好莱坞为背景，讲述葛丽泰·嘉宝和约翰·吉尔伯特的关系。这部电影由华纳兄弟电视公司发行。
摩根·布列塔尼实际上是第二次扮演费雯·丽；1976年，她在电影《盖博与朗白》中首次饰演这名著名女演员。此外，演员安妮·帕茲在片中有一个不起眼的小角色，她出演一名参与郝思嘉试镜的演員。
华纳家庭娱乐《乱世佳人》70周年限量版蓝光DVD第二碟收录了本片的完整版。